# IC 3770
IC 3770 је ознака објекта на координатама са ректансцензијом 12h 47m 15,6s и деклинацијом + 9° 12" 0'. Открио га је Арнолд Швасман, 20. фебруара 1900. Каснијим посматрањима на том положају није уочен никакав астрономски објекат.